# Amphoe Chum Phuang
Amphoe Chum Phuang (Thai: อำเภอ ชุมพวง) ist ein Landkreis (Amphoe – Verwaltungs-Distrikt) im Osten der Provinz Nakhon Ratchasima. Die Provinz Nakhon Ratchasima liegt in der Nordostregion von Thailand, dem so genannten Isan. 

## Geographie
Amphoe Chum Phuang grenzt an die folgenden Landkreise (von Süden im Uhrzeigersinn): Huai Thalaeng, Phimai, Prathai, Mueang Yang und Lam Thamenchai in der Provinz Nakhon Ratchasima, sowie an Amphoe Lam Plai Mat der Provinz Buriram.

## Geschichte
Chum Phuang wurde 1956 zunächst als ein „Zweigkreis“ (King Amphoe) eingerichtet, indem sein Gebiet vom Amphoe Phimai abgetrennt wurde. Im Jahr 1959 wurde er zum Amphoe heraufgestuft.

## Verwaltung

### Provinzverwaltung
Der Landkreis Chum Phuang ist in neun  Tambon („Unterbezirke“ oder „Gemeinden“) eingeteilt, die sich weiter in 133 Muban („Dörfer“) unterteilen.
| Nr. | Name        | Thai    | Muban | Einw.  |
| --- | ----------- | ------- | ----- | ------ |
| 1.  | Chum Phuang | ชุมพวง   | 16    | 12.648 |
| 2.  | Prasuk      | ประสุข   | 21    | 12.425 |
| 3.  | Tha Lat     | ท่าลาด   | 19    | 12.612 |
| 4.  | Sarai       | สาหร่าย  | 06    | 03.914 |
| 5.  | Talat Sai   | ตลาดไทร | 19    | 12.802 |
| 10. | Non Rang    | โนนรัง   | 21    | 09.772 |
| 14. | Nong Lak    | หนองหลัก | 08    | 05.059 |
| 16. | Non Tum     | โนนตูม   | 13    | 07.039 |
| 17. | Non Yo      | โนนยอ   | 10    | 06.557 |

Hinweis: Die fehlenden Nummern (Geocodes) beziehen sich auf die Tambon, die heute zu Mueang Yang und Lam Thamenchai gehören.

### Lokalverwaltung
Es gibt eine Kommune mit „Kleinstadt“-Status (Thesaban Tambon) im Landkreis:
- Chum Phuang (Thai: เทศบาลตำบลชุมพวง), bestehend aus Teilen des Tambon Chum Phuang.

Außerdem gibt es neun „Tambon-Verwaltungsorganisationen“ (องค์การบริหารส่วนตำบล – Tambon Administrative Organizations, TAO):
- Chum Phuang (Thai: องค์การบริหารส่วนตำบลชุมพวง)
- Prasuk (Thai: องค์การบริหารส่วนตำบลประสุข)
- Tha Lat (Thai: องค์การบริหารส่วนตำบลท่าลาด)
- Sarai (Thai: องค์การบริหารส่วนตำบลสาหร่าย)
- Talat Sai (Thai: องค์การบริหารส่วนตำบลตลาดไทร)
- Non Rang (Thai: องค์การบริหารส่วนตำบลโนนรัง)
- Nong Lak (Thai: องค์การบริหารส่วนตำบลหนองหลัก)
- Non Tum (Thai: องค์การบริหารส่วนตำบลโนนตูม)
- Non Yo (Thai: องค์การบริหารส่วนตำบลโนนยอ)